# Килбриттен
Килбриттен (англ. Kilbrittain; ирл. Cill Briotáin, «церковь Бриттана») — деревня в Ирландии, находится в графстве Корк (провинция Манстер). Деревня находится примерно в 8 км к юго-западу от Бандон и недалеко от Кортмакшерри и Тимолиг. Сама деревня находится примерно в 1.6 км вглубь суши от побережья.

## Местные поместья

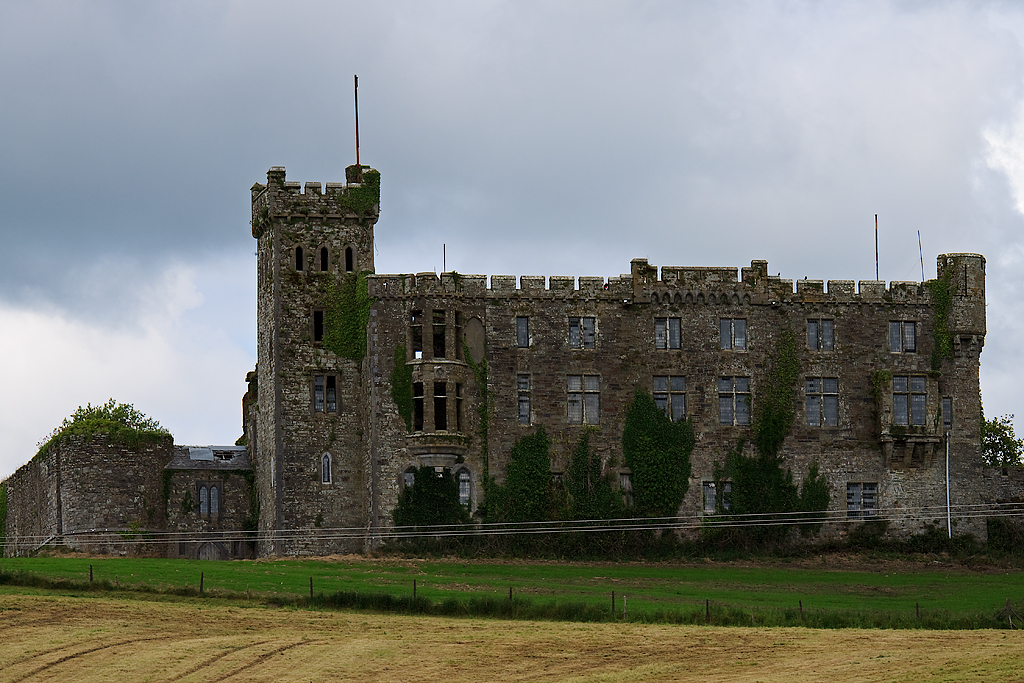
Замок Килбриттен

Замок Килбриттен считается одним из старейших обитаемых замков в Ирландии. Предполагают, что замок датируется 1035 годом, когда первоначальная крепость могла быть построена кланом О'Махони. Известно, что он находился в руках норманнской семьи де Курси и, возможно, был расширен в XIII веке. Замок Килбриттен был главной резиденцией семья Маккарти Ри, принцы Карбери  и Короли Десмонда, с начала XV века. Замок был тщательно отреставрирован и расширен семьей Ставелл в XVIII и XIX веках. Он был частично сожжен в 1920 году и восстановлен в 1969 году изобретателем Расселом Винном. Замок Килбриттен сейчас является частным домом семьи Кэхилл-О'Брайен.
Хаус-Странд — пляж в Килбриттене с руинами станции береговой охраны с видом на пляж, построенной в 1910 году и сгоревшей в 1920 году.
Замок Кулмейн был первоначально построен семьей де Курси в начале XV века, но в следующем столетии они уступили его Маккарти Рей. На протяжении многих лет он переходил из рук в руки нескольких семей, в том числе графов Корка. В середине XVII века собственность приобрел Оливер Кромвель. В начале 1900-х он принадлежал писателю Брайану Донну-Бирну, и был куплен Роем Э. Диснеем в 1990-х годах.

## Килбриттенский кит

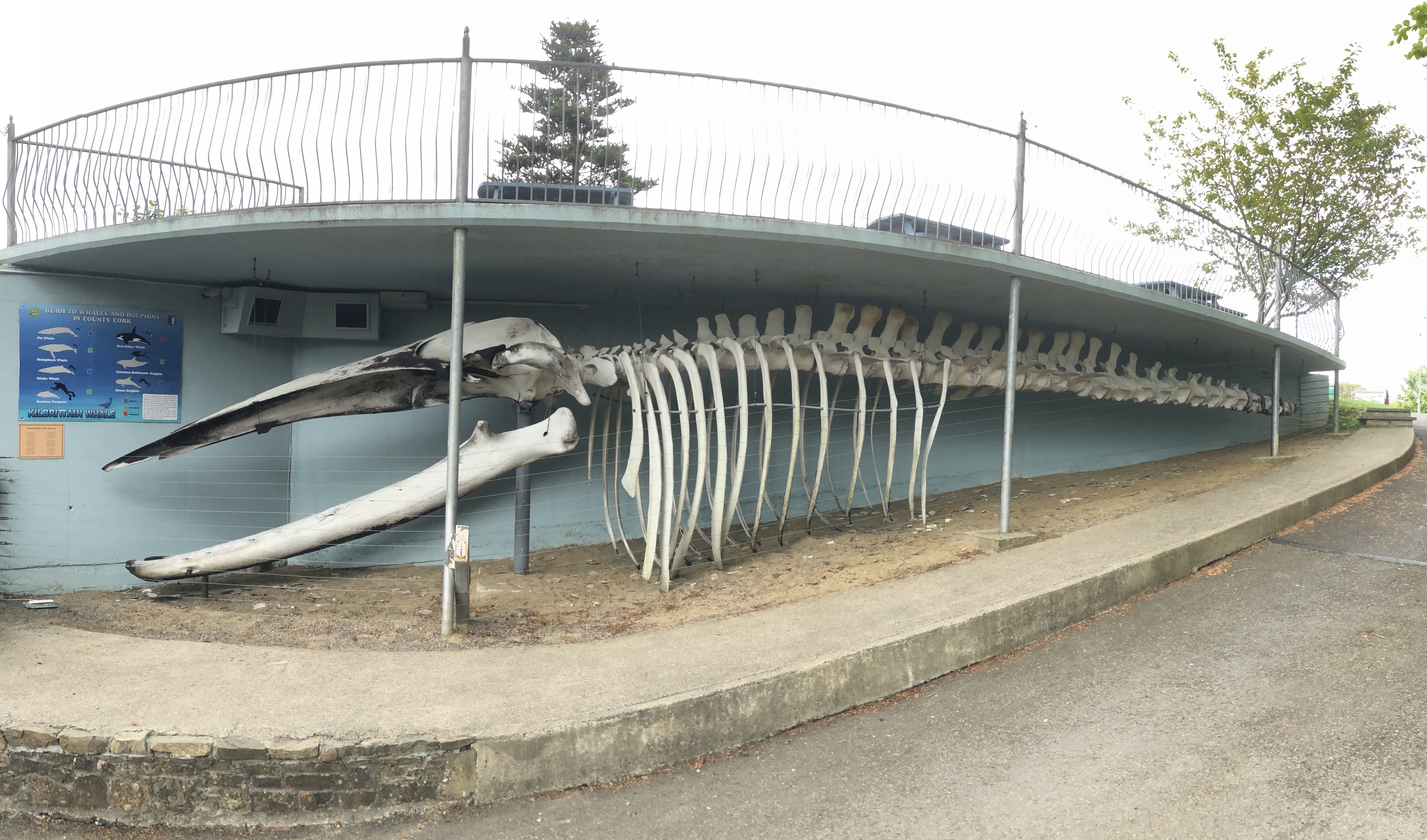
Скелет финвала, выставленный в деревне.

15 января 2009 года 18-метровый (59 футов) финвал оказался на мели и впоследствии погиб на пляже в заливе Кортмакшерри. Команда спасательной шлюпки Кортмакшерри предприняла усилия, чтобы вернуть кита в море, но его размер и вес не позволили этим усилиям увенчаться успехом. Кит был показан в документальном фильме Channel 4 «Внутри природных гигантов», в котором были показаны вскрытия крупных млекопитающих.
Был некоторый спор относительно того, кто имеет больше прав на кита Килбриттен или Кортмакшерри, и местный автор песен Майкл О'Брайен из Батлерстауна сочинил и записал юмористическую песню на тему под названием «Кит Килмакшерри.
Скелет кита теперь выставлен в небольшом парке в восточной части деревни Килбриттен.

## Демография
Население — 185 человек (по переписи 2006 года).
Данные переписи 2006 года:
| Общие демографические показатели |               |                               |                               |      |      |
| Всё население                    | Всё население | Изменения населения 2002—2006 | Изменения населения 2002—2006 | 2006 | 2006 |
| 2002                             | 2006          | чел.                          | %                             | муж. | жен. |
| -                                | 185           | 185                           | -                             | 96   | 89   |